# Jacques Rouffio
Jacques Rouffio (Marseille, 14 de agosto de 1938 - Paris, 8 de julho de 2016) foi um diretor, produtor e roteirista francês.

## Carreira
Diretor
- 2007 : Chez Maupassant (1 episódio, 2007) - Miss Harriet  (TV)
- 1995 : V'la l'cinéma ou le roman de Charles Pathé  (TV)
- 1991 : Le Stagiaire  (TV)
- 1989 : L'Orchestre rouge
- 1988 : L'Argent (TV)
- 1986 : L'État de grâce
- 1986 : Mon beau-frère a tué ma soeur
- 1984 : Série noire (1 episódio) - J'ai bien l'honneur (episodio de TV)
- 1982 : La passante du Sans-Souci (pt: O bar da última esperança)
- 1978 : Le Sucre
- 1977 : Violette & François (pt: Violette e François)
- 1975 : Sept morts sur ordonnance (pt: Os barões da Medicina)
- 1967 : L'Horizon

Roteiro
- 1995 : V'la l'cinéma ou le roman de Charles Pathé  (TV)
- 1994 : Les Faucons  (TV)
- 1986 : L'État de grâce
- 1986 : Mon beau-frère a tué ma soeur  (sinopse and dialogo)
- 1984 : Série noire (1 episódio) - J'ai bien l'honneur  (TV)
- 1982 : La passante du Sans-Souci
- 1978 : Le Sucre
- 1977 : René la canne
- 1975 : Sept morts sur ordonnance  (dialogo and história)
- 1974 : Le Trio infernal
- 1969 : Sirokkó
- 1967 : L'Horizon

Produtor
- 1971 : Léa l'hiver
- 1971 : Où est passé Tom?
- 1967 : L'Horizon